# 大岗遗址
大岗遗址，位于河南省舞阳县侯集镇大岗村一帯，占地8000多平方米，为一处旧石器时代文化遗址。2006年被列入河南省第三批文物保护单位，编号3-127 

## 发现及研究
大岗村当地地貌为起伏土岗，遗址位于村北的椭圆形的岗顶上，于1988年由当地村民烧砖取土时发现，遗址文化层厚1米左右。1989年10-12月和1990年5月由河南省文物考古研究所及舞阳县博物馆进行了两次考古发掘，发现了新石器时代早期裴李岗文化遗物和旧石器时代晚期的细石器，共计327件，其中燧石最多，占半数以上，其次为脉石英，约占1/3以上，另有石英岩、玛瑙、水晶等石料。这些石器、尤其是其中一块磨刃石片，为新旧石器过渡时期提供了研究材料。另发现了10米的水井，为裴李岗文化时期唯一通过考古发掘发现的水井。 
遗址第4层为细石器文化遗存，第3层为新石器时代裴李岗文化遗存，第2层为汉代遗存及墓葬。 其中第4层的石器制品，属于典型的细石器工世传统，细石核、细石叶、细小石器皆有出土，石器制作方式上，直接打开法也间接打击法共存。 裴李岗文化层出土的文物陶器有鼎、钵、壶，石器有石斧、铲、镰等。